# Ligüérzana

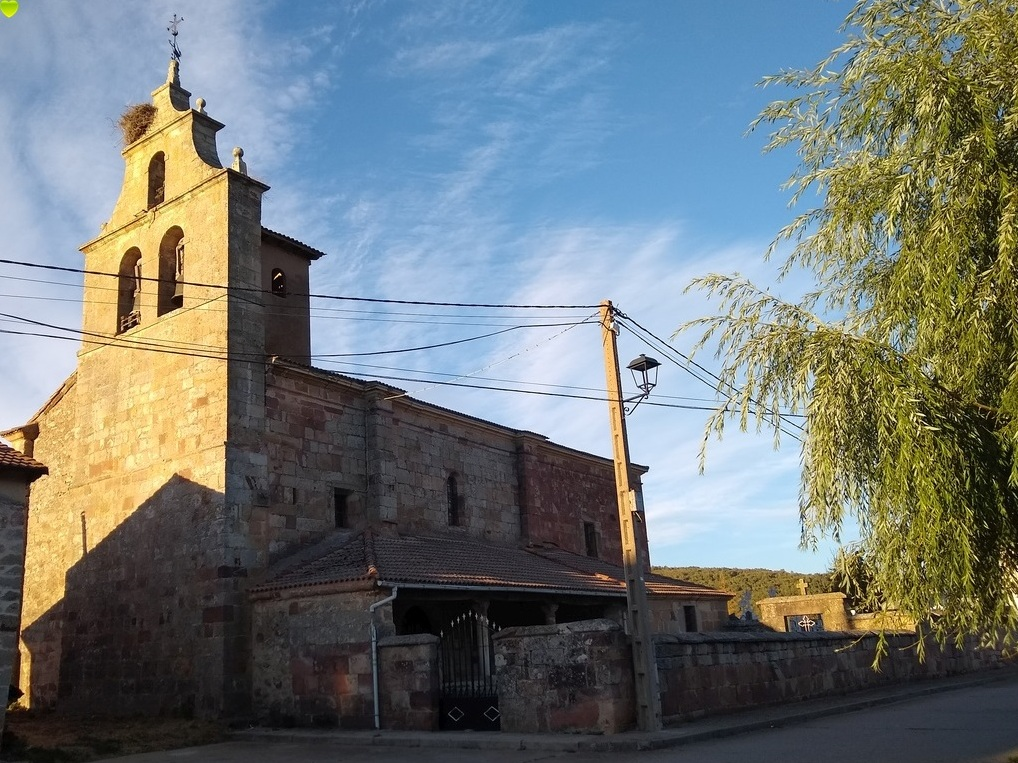
Iglesia de San Andrés

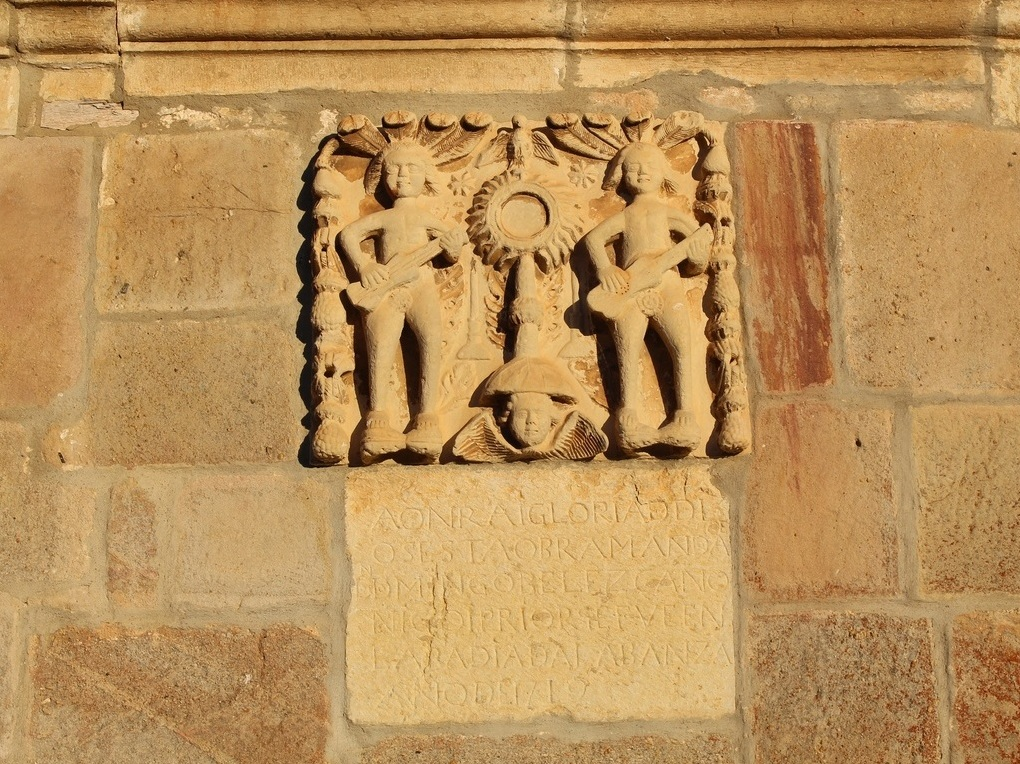
Blasón con músicos indígenas

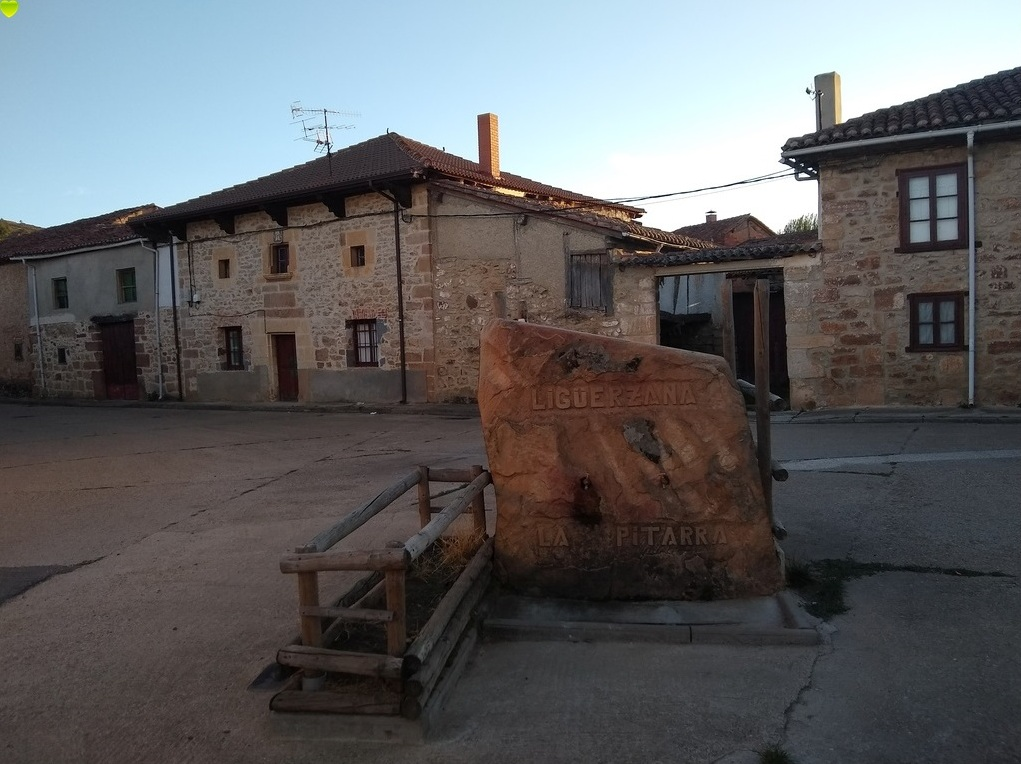
Fuente de piedra con el nombre del pueblo

Ligüérzana es una localidad de la provincia de Palencia (Castilla y León, España) que pertenece al municipio de Cervera de Pisuerga.
Se encuentra a una distancia de 4 km de Cervera de Pisuerga, la capital municipal, en la comarca de la Montaña Palentina y a unos 120 de Palencia, capital de provincia.

## Historia
Existen datos acerca de la existencia de Ligüérzana en torno al siglo VII, aunque al menos hasta el siglo XIII, el pueblo era conocido como Liguerzena. Esta palabra es de origen prerromano, y podría significar ‘lugar de linares’. Efectivamente, en este lugar fue importante el cultivo del lino hasta épocas recientes.
En las cuevas cercanas al río Pisuerga se encontraron enterramientos acompañados de ajuares, posiblemente de época altomedieval y también cerca del pueblo, junto a la carretera de Cervera, existió una aldea ya desaparecida llamada San Juan de Quintanilla.
Ligüérzana fue municipio independiente hasta 1972. Ese año se decretó su anexión al municipio de Cervera de Pisuerga.

## Geografía humana

### Demografía
| Gráfica de evolución demográfica de Ligüérzana entre 1842 y 1970 |
| |
| Población de derecho según los censos de población del INE Población de hecho según los censos de población del INEEntre el censo de 1981 y el anterior, este municipio desaparece porque se integra en el municipio 34056 (Cervera de Pisuerga) |

Evolución de la población en el siglo XXI
| Gráfica de evolución demográfica de Ligüérzana entre 2000 y 2020   |
|                                                                    |
| Población de derecho (2000-2020) según el padrón municipal del INE |

## Patrimonio
En Ligüérzana se encuentran múltiples casas solariegas, rectorales o de corte hidalgo, la mayoría de estas casas datan del siglo XVIII, época en la que la Abadía de Lebanza poseía dominios en el pueblo, gracias a los privilegios y donaciones para dicha abadía de parte de Carlos III. Entre dichas casas, destaca una con un blasón en el que aparecen dos músicos indígenas.
La iglesia de San Andrés es una excelente fábrica de cantería que cuenta con una espadaña herreriana y un arco de medio punto. En el interior, se distribuye en una sola nave, con bóvedas de crucería estrellada y cuenta con retablos barrocos y neoclásicos, además de una excelente pila bautismal renacentista y otra benditera barroca. 

## Economía
Las principales actividades económicas del pueblo durante el siglo XX (y antes) fueron la agricultura y la ganadería, que actualmente se hallan muy debilitadas a causa de la despoblación. Pese a ello aún se mantienen algunos ganaderos en el pueblo, tanto de ganado bovino como ovino.

## Turismo
En Ligüérzana se encuentra el centro de turismo rural Casa Mediavilla. Además, el pueblo cuenta con uno de los cotos de pesca más famosos de la provincia (el de Quintanaluengos, que abarca el tramo del río Pisuerga entre Ligüérzana y Salinas de Pisuerga) y una zona de escalada conocida como "Las Calares". También en los alrededores del pueblo se encuentra la cueva de Allende, junto a la que se encuentran los ya mencionados enterramientos y que cuenta con un pozo interior. 
El patrón de la localidad es San Andrés y su festividad se celebra el 30 de noviembre.